# Lacul Știucilor - Sic - Puini - Bonțida
Lacul Știucilor - Sic - Puini - Bonțida este o arie protejată (arie specială de conservare — SAC, sit de importanță comunitară — SCI) din România, desemnată în scopul protejării biodiversității și menținerii într-o stare de conservare favorabilă a florei spontane și faunei sălbatice, precum și a habitatelor naturale de interes comunitar aflate în arealul zonei de protecție. Aceasta se află în Transilvania, în nord-estul județului Cluj.

## Localizare
Aria naturală se întinde în estul județului Cluj, pe teritoriile administrative ale comunelor Bonțida, Căianu, Fizeșu Gherlii, Jucu, Pălatca, Sic și Țaga și este străbătută de drumul județean (DJ109D) care leagă localitatea Jucu de Sus de Nicula.

## Înființare
Zona a fost declarată sit de importanță comunitară prin Ordinul Ministerului Mediului și Dezvoltării Durabile Nr.1964 din 13 decembrie 2007 (privind instituirea regimului de arie naturală protejată a siturilor de importanță comunitară, ca parte integrantă a rețelei ecologice europene Natura 2000 în România) și se întinde pe o suprafață de 3.887 hectare.  Situl se suprapune ariei de protecție specială avifaunistică Bazinul Fizeșului și include rezervațiile naturale: Lacul Știucilor, Stufărișurile de la Sic și Valea Legiilor. Acesta a fost protejat și ca arie specială de conservare în mai 2022.

Situl reprezintă o arie naturală (păduri de foioase, păduri în tranziție, pășuni, pajiști, terenuri arabile, râuri, lacuri, mlaștini, turbării) încadrată în bioregiunea continentală a Depresiunii colinare a Transilvaniei; ce adăpostește și conservă o gamă diversă de floră spontană și faună sălbatică.

## Biodiversitate
Aria naturală dispune de nouă tipuri de habitate naturale (Păduri dacice de stejar și carpen, Tufărișuri subcontinentale peri-panonice, Vegetatie forestieră panonică cu Quercus pubescens, Vegetație de silvostepă eurosiberiană cu Quercus spp, Pajiști stepice subpanonice, Pajiști de altitudine joasă, Pajiști și mlaștini sărăturate panonice și ponto-sarmatice, Comunități de lizieră cu ierburi înalte higrofile de la nivelul câmpiilor, până la cel montan și alpin și Lacuri eutrofe naturale cu vegetație tip Magnopotamion sau Hydrocharition) ce asigură condiții de hrană și viețuire mai multor specii faunistice (mamifere mari și mici, păsări, amfibieni, reptile, pești, insecte) și protejează elemente floristice rare.
La baza desemnării sitului se află câteva specii faunistice (mamifere, reptile, amfibieni, păsări, insecte); dintre care unele enumerate în anexa I-a a Directivei Consiliului European 92/43/CE din 21 mai 1992 (privind conservarea habitatelor naturale și a speciilor de faună și floră sălbatică) sau aflate pe lista roșie a IUCN; astfel: 
Mamifere cu specii de: mistreț (Sus scrofa), căprioară (Capreolus capreolus), vulpe (Vulpes vulpes), viezure (Meles meles), pârș de stejar (Eliomys quercinus), pârșul cu coada stufoasă (Dryomys nitedula), chițcan de apă (Neomys fodiens), orbete (Nannospalax leucodon), 
Păsări (migratoare, de pasaj, sedentare) protejate (prin directivele 147/CE din 30 noiembrie 2009 și 79/409/CEE din 2 aprilie 1979 - privind conservarea păsărilor sălbatice: buhai de baltă (Botaurus stellaris), corcodel mic (Tachybaptus rificollis), lișiță (Fulica atra), stârc cenușiu (Ardea cinerea), nagâț (Vanellus vanellus) sau cufundar polar (Gavia arctica), ciocârlie-de-câmp (Alauda arvensis), rață mare (Anas platyrhynchos), erete de stuf (Circus aeruginosus), pescăruș albastru (Alcedo atthis), fâsă-de-câmp (Anthus campestris), fâsă de pădure (Anthus trivialis), acvilă țipătoare mică (Aquila pomarina), ciocănitoare de stejar (Dendrocopos medius), ciocănitoare neagră (Dryocopus martius), ciocănitoarea de grădină (Dendrocopos syriacus);
Pești: sorete (Lepomis gibbosus), știucă (Esox lucius), roșioară (Scardinius erythrophthalmus), biban (Perca fluviatilis), crap (Cyprinus carpio), plătică (Abramis brama);
Reptile și amfibieni: șarpele de alun (Coronella austriaca), năpârcă (Anguis fragilis), gușter (Lacerta viridis), buhaiul de baltă cu burta roșie (Bombina bombina),  ivorașul-cu-burta-galbenă (Bombina variegata), broasca râioasă brună (Bufo bufo), broască râioasă verde (Bufo viridis), broasca-roșie-de-pădure (Rana dalmatina), brotacul-verde-de-copac (Hyla arborea); 
Nevertebrate (gândaci, cărăbuși, fluturi): rădașcă (Lucanus cervus), cărăbuș cu corn (Bolbelasmus unicornis), coada rândunicii (Iphiclides podalirius), fluturele ochi de păun (Saturnia pyri), molia împărat (Saturnia pavonia).

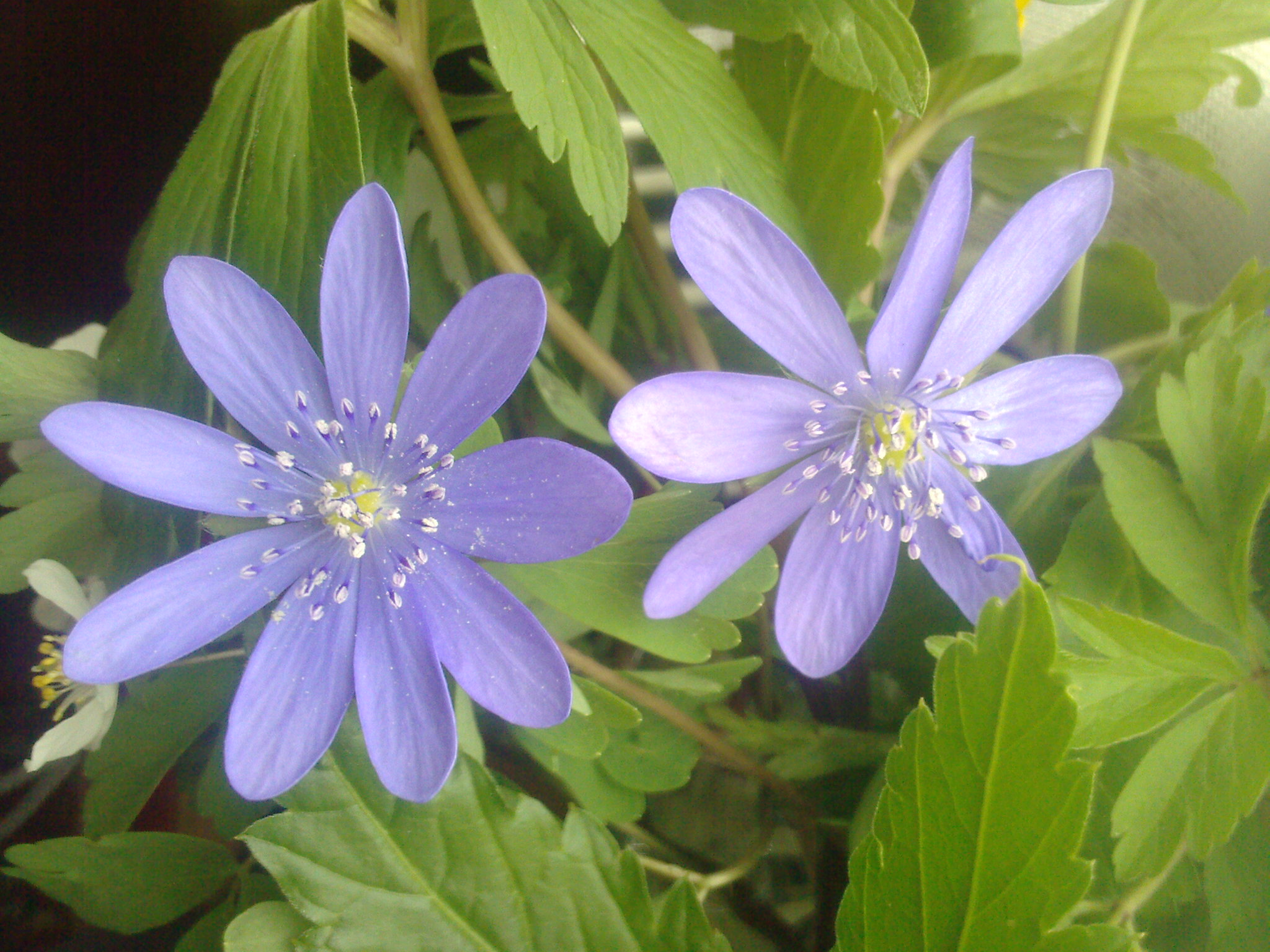
Crucea voinicului (Hepatica transsilvanica)

Flora sitului are în componență mai multe specii de arbori: gorun (Quercus petraea), carpen (Carpinus betulus), stejar pufos (Quercus pubescens), stejar pedunculat (Quercus robur), tei pucios (Tilia cordata), frasin (Fraxinus angustifolia, Fraxinus excelsior), jugastru (Acer campestre), cireș sălbatic (Cerasus avium), arbusti (alun (Corylus avellana), sânger (Cornus sanguinea), corn (Cornus mas), soc negru (Sambucus nigra), lemn câinesc (Ligustrum vulgare), mur (Rubus fruticosus); ierburi și flori; printre care se află câteva elemente (soiuri) protejate la nivel european prin aceeași Directivă CE 92/43/CE din 21 mai 1992 .
La nivelul ierburilor vegetează o gamă diversă de rarități floristice ; astfel: crucea voinicului (Hepatica transsilvanica), turița mare (Agrimonia eupatoria), ghizdei (Lotus angustissimus), ghizdei de sărătură (Lotus tenuis), flocoșele (Lychnis coronaria), coada șoricelului (Achillea millefolium), salvie de câmp (Salvia pratensis), pochivnic (Asarum europaeum), zăvăcustă (Astragalus exscapus transsilvanicus), albăstriță (Centaurea ruthenica), brândușă (din specia Bulbocodium versicolor), stânjenei pontici (Iris pontica), spânz (Helleborus purpurascens), vulturică (Hieracium alpinum), târtan (Crambe tataria), săbiuță (Gladiolus imbricatus), lalea pestriță (Fritillaria meleagris), didițelul (Pulsatilla alba), jaleș (Salvia nemorosa), otrățelul bălților (Aldrovanda vesiculosa), lintiță de apă (Lemna minor), broscăriță (Triglochin palustris), mălaiul cucului (Luzula luzuloides), rotunjoară (Glechoma hederaceea). 

## Căi de acces
- Drumul național DN1C pe ruta: Cluj Napoca - Răscruci - Iclod - Livada - Gherla - drumul județean DJ109C în direcția:  Fizeșu Gherlii - Sântioana - Țaga.

## Monumente și atracții turistice
În vecinătatea sitului se află numeroase obiective de interes istoric, cultural și turistic (lăcașuri de cult, cetăți, castele, situri arheologice, rezervații naturale, situri Natura 2000); astfel:

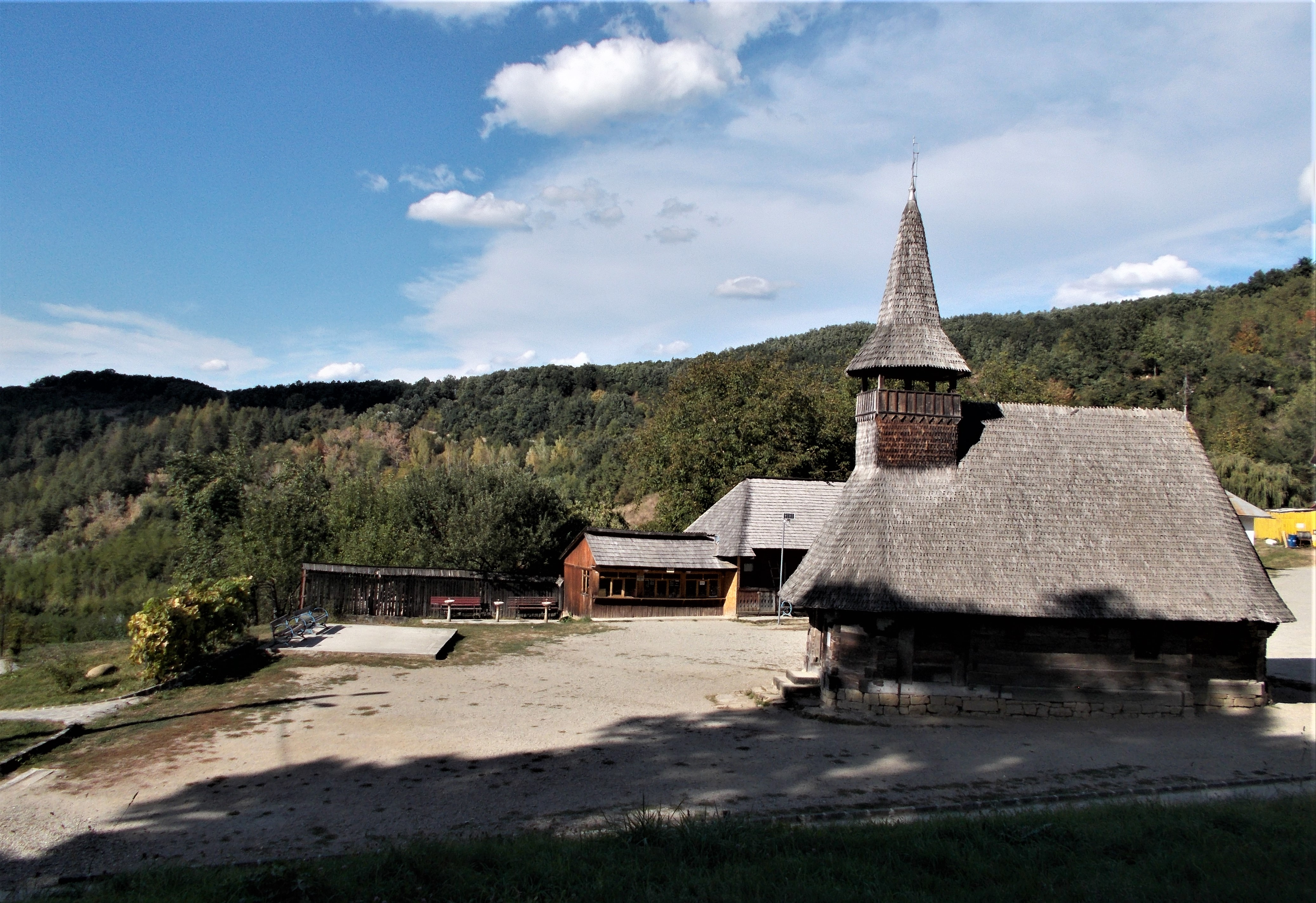
Biserica de lemn din Gostila

- Biserica reformat-calvină (inițial romano-catolică) din Sic, construcție secolul al XIII-lea, monument istoric.
- Biserica mănăstirii franciscane (Biserica Romano-Catolică) din Sic, construcție 1758-1795, monument istoric.
- Biserica de lemn „Sfânta Paraschiva” din Lacu, construcție 1771, monument istoric.
- Biserica "Sf. Arhangheli Mihail și Gavriil" din Sic (construcție 1731), monument istoric.
- Biserica reformată-ralvină din Fizeșu Gherlii cu tavan casetat (pictat în 1752), construcție secolul al XVII-lea, monument istoric.
- Mănăstirea Nicula și Biserica de lemn din Gostila aflată în incinta mănăstirii.
- Biserica și mănăstirea franciscană din Gherla construită în stil baroc în secolul al XVIII-lea, monument istoric.
- Biserica armeano-catolică „Șimaian” din Gherla, construcție 1723-1724, monument istoric.
- Biserica de lemn "Sf. Ioan Gură de Aur" din Sic, construcție 1707, monument istoric.
- Catedrala armeano-catolică „Sfânta Treime” din Gherla, construcție 1804, monument istoric.
- Castelul Béldy din Geaca, construcție 1880, monument istoric.
- Castrul roman de la Gherla.
- Cetatea Gherla, construcție 1540, monument istoric.
- Castelul Wass de la Țaga (sau Castelul în alb și negru), construcție 1789, monument istoric.
- Bazinul Fizeșului (arie de protecție specială avifaunistică).
- Pădurea Ciuașului (rezervație naturală de tip avifaunistic, forestier și floristic), zonă împădurită (în versantul nordic al dealului Ciuașu, în apropiere de Lacul Țaga) ce adăpostește și protejează o gamă floristică diversă și asigură condiții de hrană și cuibărit mai multor specii de păsări migratoare.